# Медальный зачёт на зимних Паралимпийских играх 1988
Ниже представлен перечень национальных паралимпийских комитетов, показанный по количеству золотых медалей, завоёванных их спортсменами во время IV зимних Паралимпийских игр, проходивших в австрийском Инсбруке с 18 по 25 января 1988 года.
В Играх приняли участие 377 спортсменов (300 мужчин и 77 женщин) из 22 стран. Всего было разыграно 279 медалей в четырёх видах спорта (биатлоне, горнолыжном спорте, лыжных гонках, гонках на санях).
Лидером неофициального медального зачёта стала команда Норвегии, спортсмены которой завоевали наибольшее количество медалей (60).

## Таблица
Таблица неофициального медального зачёта основывается на данных Международного паралимпийского комитета (МПК). Таблица отсортирована по количеству медалей высшего достоинства («золото») выигранных участниками национальных паралимпийских комитетов (НПК). Далее следует количество выигранных медалей среднего («серебро») и низшего достоинств («бронза»). Если НПКи имеют в общем итоге одинаковое количество выигранных медалей, то страны сортируются в алфавитном порядке русского языка.
Легенда
 Страна-хозяйка
| Место | Страна         | Золото | Серебро | Бронза | Всего |
| ----- | -------------- | ------ | ------- | ------ | ----- |
| 1     | Норвегия       | 25     | 21      | 14     | 60    |
| 2     | Австрия        | 20     | 10      | 14     | 44    |
| 3     | ФРГ            | 9      | 11      | 10     | 30    |
| 4     | Финляндия      | 9      | 8       | 8      | 25    |
| 5     | Швейцария      | 8      | 7       | 8      | 23    |
| 6     | США            | 7      | 17      | 6      | 30    |
| 7     | Франция        | 5      | 5       | 3      | 13    |
| 8     | Канада         | 5      | 3       | 5      | 13    |
| 9     | Швеция         | 3      | 7       | 5      | 15    |
| 10    | Италия         | 3      | 0       | 6      | 9     |
| 11    | Испания        | 1      | 2       | 1      | 4     |
| 12    | Польша         | 1      | 1       | 6      | 8     |
| 13    | Новая Зеландия | 0      | 1       | 0      | 1     |
| 14    | СССР           | 0      | 0       | 2      | 2     |
| 14    | Япония         | 0      | 0       | 2      | 2     |
|       | Всего          | 96     | 93      | 90     | 279   |